# Plaza de toros de Guadalajara
La Plaza de toros de Guadalajara o Coso de Las Cruces es un coso taurino de España, situado en la localidad de Guadalajara, se encuentra catalogado como plaza de segunda categoría y cuenta con un aforo de 8.058 localidades.

## Historia
Fue construida entre 1859 y 1860 gracias a aportaciones realizadas mediante la compra de acciones de vecinos y aficionados que se unieron para hacer llegar la primera plaza de toros fija. La adquisición del terreno, donde se ubicaría la plaza se realizó tras acuerdo de la junta de accionistas encargada de realizar el proyecto. El terreno, situado en la parte alta de Guadalajara fue adquirido a Carmen Ruiz. El coste de las obras fue abonado con la recaudación de los dividendos de los accionistas
Su inauguración fue el día 15 de agosto del año 1861, sin estar concluidas las obras, los toreros que formaron cartel en la inauguración con un mano a mano fueron los diestros Cayetano Sanz y Francisco Martín "El Corneta", el aforo se completó con aficionados procedentes de Madrid, Alcalá de Henares entre otros puntos además de los aficionados guadalajareños.
No obstante tras la Guerra Civil  tuvo que volver a reinaugurarse tras su reconstrucción el día 25 de octubre del año 1957. Inauguración en la que se lidió una corrida de toros de la ganadería de Francisco Galache de Hernandinos para los diestros Luis Miguel «Dominguín», Rafael Girón y Jaime Ostos.

## Características
Leopoldo Vázquez, en su obra El toreo,  indica que cuando se construye el ruedo, tiene un diámetro de cuarenta y dos metros, algo menor de lo habitual en las plazas de la misma categoría y época. La anchura del callejón era en origen de un metro y cuarenta. La fachada exterior tiene gran parecido con la desaparecida plaza de Madrid. El diámetro del redondel de la plaza es de 44 metros.[cita requerida]
Al principio de su existencia contaba únicamente con 4.000 localidades. El aforo original de la plaza, varía según el autor que recoge la información entre los cuatro mil que indica Sánchez de Neira en 1879,  los cinco mil asientos a los que hace referencia  «Sentimientos» en 1883 y la cifra que recoge Leopoldo Vázquez de cuatro mil a cuatro mil seiscientos asientos en 1895  Su capacidad es de 8.500 localidades.
En 1984, el arquitecto urbanista Javier Delgado, ejecuta las obras de remodelación en la plaza con las que se amplían el aforo y se actualizan las instalaciones de la misma. La estructura antigua no sufrió cambios
Actualmente conserva casi las mismas dimensiones que la anterior plaza.
En 2008 quisieron poner una cubierta portátil a la plaza.

## Histórico de la plaza
- El 16 de octubre de 1891 el torero Espartero sufre una herida en la mano derecha durante la lidia.[13]
- El 15 de octubre de 1896 el toro Cahurro[14] causó la muerte del espada Juan Gómez de Lesaca.[14]
- 15 de octubre de 1897, se lidian mano a mano seis reses de los herederos de Vicente Martínez (casta Jijona), de Colmenar, a cargo de Lagartijo y Bombita.[15]

## Fiestas
Los festejos se realizan en los meses de agosto y septiembre.[cita requerida]